# Alberto Biasi
Pour les articles homonymes, voir Biasi.
Alberto Biasi, né à Padoue le 2 juin 1937, est un artiste contemporain italien.

## Biographie
Dans les années 1960, Biasi participe à de nombreuses initiatives expérimentales. Il figure notamment parmi les fondateurs, avec d'autres artistes tels que Manfredo Massironi, du Groupe N, créé à Padoue en 1959 et par la suite du mouvement d'« arte programmata ». Chef de file de l'art cinétique en Italie, grâce à son travail sur la perception visuelle et à ses créations artistiques, il met l'accent sur l'illusion d'optique et sur l'interaction entre l'œuvre et celui qui la regarde.
Ses œuvres ont fait l'objet de nombreuses expositions au niveau international dans des musées tels que le MoMa de New York, la Galleria nazionale de Rome, les musées de Belgrade, Bolzano, Bratislava, Buenos Aires, Ciudad Bolívar, Épinal, Gallarate, Guayaquil, Łódź, Ljubljana, Livourne, Middletown, Prague, Padoue, Saint-Louis, San Francisco, Tokyo, Turin, Ulm, Venise, Wrocław, Zagreb et dans des importantes collections publiques et privées telles que la collection de Peggy Guggenheim à Venise.

## Expositions (sélection)
Personnelles
- 1960 - A porta chiusa, nessuno è invitato a intervenire, Studio Enne, Padoue
- 1967 - Grupa N, Muzeum Sztuki, Lodz
- 1970 - Alberto Biasi: dinamiche, multipli e politipi, Galleria La Chiocciola, Padoue
- 1972 - Alberto Biasi, Muzeum Sztuki, Lodz
- 1979 - Alberto Biasi, Art Research Center, Kansas City
- 1986 - Alberto Biasi, il ciclo dei politipi, Galleria La Chiocciola, Padoue
- 1988 - Antologica, Museo Civico degli Eremitani, Padoue
- 2005 - L'arte dell'instabilità, Casa del Mantegna, Mantoue
- 2006 - Alberto Biasi: testimonianze del cinetismo e dell'arte programmata in Italia e in Russia, Musée de l'Ermitage, Saint-Pétersbourg
- 2007 - Alberto Biasi, la imaginaciò: el moviment, l'espai, Museu Diocesà, Barcelone
- 2011 - Alberto Biasi, gli anni '60 gli anni 2000, Narodni Muzei Slovenije-Metelkova, Lubiana
- 2013 - Alberto Biasi. Rilievi ottico-dinamici. Galleria Dep Art, Milan
- 2014 - Alberto Biasi a San Vitale. La luce e gli ambienti della storia, Museo Nazionale e Mausoleo di Teodorico, Ravenne
- 2014 - Alberto Biasi e Jorrit Tornquist. De la luz a la imagen, Musée d'Art contemporain de Buenos Aires (MACBA), Buenos Aires
- 2014 - Alberto Biasi. Optical /Dynamic, The Mayor Gallery, Londres
- 2014 - Alberto Biasi. Exordiri / le Trame, MAAB Gallery, Milan
- 2015 - De Buck Gallery, Unlimited Perceptions, New York
- 2015 - Galerie Tornabuoni Art, Paris

Collectives
- 1959 - IV Triveneta giovanile d'arte, Cittadella (I premio)
- 1960 - Galleria Azimut, Milan
- 1960 - La nuova concezione artistica, Circolo del Pozzetto, Padoue
- 1961 - Nove Tendencije 1, Galerjia Suvremene Umjetnosti, Zagreb
- 1962 - Arte programmata, Olivetti, Milano. La mostra prosegue a Venezia, Rome et 'Trieste
- 1963 - Oltre l'informale, IV Biennale Internazionale d'Arte, Repubblica di San Marino (I premio)
- 1963 - Nove Tendencije 2, Galerjia Suvremene Umjetnosti, Zagreb
- 1964 - Nouvelle Tendence, Musée des Arts Décoratifs, Paris
- 1964 - XXXII Biennale Internazionale d'Arte, Venice
- 1965 - Licht und Bewegung, Kunsthalle, Berne
- 1965 - The responsive eye, MoMA, New York
- 1965 - Nove Tendencije 3, Galerjia Suvremene Umjetnosti, Zagreb
- 1967 - Lo spazio dell'immagine, Palazzo Trinci, Foligno
- 1969 - Nove Tendencije 4, Galerjia Suvremene Umjetnosti, Zagreb
- 1973 - Situazione dell'arte figurativa e la ricerca estetica dal '60 al '70, X Quadriennale d'Arte, Rome
- 1977 - 1960-1977 Arte in Italia, Galleria Civica d'Arte Moderna, Turin
- 1981 - Die Geometrie und ihre Zeichen, Kunstlerhaus, Vienne
- 1983 - Arte programmata e cinetica 1953-63, Palazzo Reale, Milan
- 1985 - Artisti oggi tra Scienza e Tecnologia, Palazzo Venezia, Rome
- 1986 - XI Quadriennale d'Arte, Rome
- 1995 - La natura e la visione: arte nel Tigullio 1950-1985, Palazzo Rocca ed ex Chiesa di San Francesco, Chiavari
- 1996 - Opere cinevisuali, Galleria Nazionale d'Arte Moderna, Rome
- 2000 - Arte Programmata 62, Castello Visconteo Sforzesco, Galliate
- 2003 - ...altre testimonianze del cinetismo in Francia e in Italia, Galleria Civita d'Arte Moderna, Spoleto
- 2004 -  Zero. 1958-1968 tra Germania e Italia, Palazzo delle Papesse, Sienne
- 2005 - Un secolo di Arte Italiana, Lo sguardo del collezionista, opere dalla Fondazione VAF, MART, Rovereto
- 2007 - Op Art, Schirn Kunsthalle Frankfurt, Francoforte
- 2011 - Italian Zero & Avantgarde '60s, MAMM, Mosca
- 2012 - Arte programmata e cinetica. Da Munari a Biasi, Colombo e..., Galleria Nazionale d'Arte Moderna, Rome
- 2012 - Programmare l'arte. Olivetti e le neo avanguardie, Museo del Novecento, Milan
- 2013 - I maestri italiani della percezione e dell'illusione, Musée d'Art contemporain de Buenos Aires (MACBA), Buenos Aires
- 2014 - Objets ludiques. L'art des possibilités, Musée Tinguely, Bâle
- 2014 - Azimut/h. Continuità e nuovo, Collection Peggy Guggenheim, Venise